# Giro de Toscana 2020
La 92.ª edición de la clásica ciclista Giro de Toscana fue una carrera en Italia que se celebró el 16 de septiembre de 2020 con inicio y final en la ciudad de Pontedera sobre un recorrido de 182,9 kilómetros.
La carrera hizo parte del UCI Europe Tour 2020, calendario ciclístico de los Circuitos Continentales UCI, dentro de la categoría 1.1 y fue ganada por el colombiano Fernando Gaviria del UAE Emirates. Completaron el podio, como segundo y tercer clasificado respectivamente, el australiano Robert Stannard del Mitchelton-Scott y el británico Ethan Hayter del INEOS Grenadiers.

## Equipos participantes
Tomaron parte en la carrera 22 equipos: 8 de categoría UCI WorldTeam, 9 de categoría UCI ProTeam, 3 de categoría Continental; y dos selecciones nacionales. Formaron así un pelotón de 152 ciclistas de los que acabaron 122. Los equipos participantes fueron:
| WorldTeams (8)- Bahrain McLaren - Israel Start-Up Nation - Lotto Soudal - Mitchelton-Scott - Movistar Team - NTT Pro Cycling - Ineos Grenadiers - UAE Team Emirates ProTeams (9)- Vini Zabù-KTM - Androni Giocattoli-Sidermec - Bardiani CSF Faizanè - Caja Rural-Seguros RGA - Circus-Wanty Gobert - Euskaltel-Euskadi - Arkéa-Samsic - Nippo Delko One Provence - Gazprom-RusVelo Equipos continentales (3)- Colombia Tierra de Atletas-GW Bicicletas - D'Amico UM Tools - Sangemini-Trevigiani-MG.Kvis Equipos nacionales (2)- Italia - Suiza |
| |

## Clasificación final
- Las clasificaciones finalizaron de la siguiente forma:[3]

| \| Clasificación general \| Clasificación general \| Clasificación general \| Clasificación general \| Clasificación general \| \| Ciclista \| Ciclista \| Equipo \| Tiempo \| \| \| --------------------- \| --------------------- \| --------------------------- \| --------------------- \| --------------------- \| \| 1.º \| Fernando Gaviria \| UAE Team Emirates \| 4 h 14 min 36 s \| \| \| 2.º \| Robert Stannard \| Mitchelton-Scott \| + 0 s \| \| \| 3.º \| Ethan Hayter \| Ineos Grenadiers \| + 0 s \| \| \| 4.º \| Biniam Girmay \| Nippo-Delko One Provence \| + 0 s \| \| \| 5.º \| Stefan Bissegger \| EF Pro Cycling \| + 0 s \| \| \| 6.º \| Luca Pacioni \| Androni Giocattoli-Sidermec \| + 0 s \| \| \| 7.º \| Jürgen Roelandts \| Movistar Team \| + 0 s \| \| \| 8.º \| Florian Vermeersch \| Lotto-Soudal \| + 0 s \| \| \| 9.º \| Andrea Pasqualon \| Circus-Wanty Gobert \| + 0 s \| \| \| 10.º \| Imerio Cima \| Gazprom-RusVelo \| + 0 s \| \| |                    |                             |                 |
| |                    |                             |                 |
| Fuente: ProCyclingStats |                    |                             |                 |
| Clasificación general |                    |                             |                 |
| Ciclista | Ciclista           | Equipo                      | Tiempo          |
| 1.º | Fernando Gaviria   | UAE Team Emirates           | 4 h 14 min 36 s |
| 2.º | Robert Stannard    | Mitchelton-Scott            | + 0 s           |
| 3.º | Ethan Hayter       | Ineos Grenadiers            | + 0 s           |
| 4.º | Biniam Girmay      | Nippo-Delko One Provence    | + 0 s           |
| 5.º | Stefan Bissegger   | EF Pro Cycling              | + 0 s           |
| 6.º | Luca Pacioni       | Androni Giocattoli-Sidermec | + 0 s           |
| 7.º | Jürgen Roelandts   | Movistar Team               | + 0 s           |
| 8.º | Florian Vermeersch | Lotto-Soudal                | + 0 s           |
| 9.º | Andrea Pasqualon   | Circus-Wanty Gobert         | + 0 s           |
| 10.º | Imerio Cima        | Gazprom-RusVelo             | + 0 s           |

## UCI World Ranking
El Giro de Toscana otorgó puntos para el UCI World Ranking para corredores de los equipos en las categorías UCI WorldTeam, UCI ProTeam y Continental. Las siguientes tablas son el baremo de puntuación y los corredores 10 que obtuvieron más puntos:
| Posición   | 1.º | 2.º | 3.º | 4.º | 5.º | 6.º | 7.º | 8.º | 9.º | 10.º | 11.º | 12.º | 13.º-15.º | 16.º-25.º |
| Puntuación | 125 | 85  | 70  | 60  | 50  | 40  | 35  | 30  | 25  | 20   | 15   | 10   | 5         | 3         |

| Clasificación |                    |                             |        |
| Posición      | Ciclista           | Equipo                      | Puntos |
| ------------- | ------------------ | --------------------------- | ------ |
| 1.º           | Fernando Gaviria   | UAE Emirates                | 125    |
| 2.º           | Robert Stannard    | Mitchelton-Scott            | 85     |
| 3.º           | Ethan Hayter       | INEOS Grenadiers            | 70     |
| 4.º           | Biniam Girmay      | NIPPO DELKO One Provence    | 60     |
| 5.º           | Stefan Bissegger   | Selección de Suiza          | 50     |
| 6.º           | Luca Pacioni       | Androni Giocattoli-Sidermec | 40     |
| 7.º           | Jürgen Roelandts   | Movistar                    | 35     |
| 8.º           | Florian Vermeersch | Lotto Soudal                | 30     |
| 9.º           | Andrea Pasqualon   | Circus-Wanty Gobert         | 25     |
| 10.º          | Imerio Cima        | Gazprom-RusVelo             | 20     |